# Siněvir (národní přírodní park)
Siněvir je národní přírodní park (NPP), který se rozkládá na Ukrajině. Založen byl v roce 1989 s cílem zachování cenných přírodních systémů. Hlavním předmětem ochrany a výzkumů je území vrcholové části údolí Terebly v Zakarpatské oblasti. Celková plocha je 431 km². Nachází se zde největší jezero v ukrajinských Karpatech, jezero Siněvir. Fauna je zastoupena typickými druhy živočichů Karpat.
Hlavními úkoly parku jsou zachování cenných přírodních komplexů a objektů, vytváření podmínek pro organizovanou turistiku, rekreaci a jiné druhy rekreačních aktivit v přírodních podmínkách s dodržováním režimu ochrany přírodních komplexů a jejich změn v podmínkách rekreačního využití, vypracování vědeckých doporučení týkajících se ochrany životního prostředí a udržitelného využívání přírodních zdrojů. Na území národního parku Siněvir se nachází Rehabilitační centrum hnědého medvěda. V průběhu roku Siněvir navštěvuje 60-80 tisíc turistů.
V NPP Siněvir převládají lesy. Dne 13. července 2017 bylo několik lokalit NPP Siněvir zařazeno do seznamu Původní bukové lesy Karpat a dalších oblastí Evropy, světového dědictví UNESCO.

## Lokalita
Národní přírodní park Siněvir se nachází v Zakarpatské oblasti Ukrajiny, pokrývá jižní svahy západní části pohoří Horhany a zahrnuje jejich typickou krajinu: hory se rozprostírají v podobě paralelních pásem, které jsou ohraničeny protáhlými údolími, převládají tam bukové a smrkové lesy a svahy jsou často pokryty horskými loukami. Vzdálenost ve směru sever-jih je více než 30 km a ve směru západ-východ 20 km. Větší část NPP Siněvir tvoří hory (440–1719 m), ostré hřebeny a vrcholy. Nejvyššími horami jsou Strymba (1719 m), Nehrovec (1707 m), Kanč (1579 m), Ťapeš (1549 m), Darvajka (1502 m), Ozirna (1496 m), Barvinok (1461 m), Popaďa (1448 m), Velký Horhan (1438 m) a Sekul (1389 m).

## Historie
Již v 19. století přírodovědci pochopili význam územní ochrany přírody nejen pro zachování ohrožených druhů flóry a fauny, ale také pro udržení ekologické stability s ohledem na rostoucí vliv člověka na životní prostředí. Pro Karpaty se tato problematika stala v druhé polovině 19. století relevantní, kdy se začaly vyskytovat železnice, jejichž dopravní možnosti přiblížily lesní zdroje k evropským trhům. K uspokojení jejich potřeb ve dřevě se zahájila masivní exploatace horských lesů, která způsobila nejen vymizení jedinečných pralesních fytocenóz a fauny, ale také narušení hydrologického režimu horských řek. Zatímco existovaly snahy o ochranu některých lokalit pralesních masivů (například ve Východních Beskydech), až do roku 1974 nebylo území současného NPP Siněvir chráněno. Vytvoření národního přírodního parku Siněvir je spojeno s jedinečným horským jezerem, na jehož ochranu byla v roce 1974 na ploše 1000 ha vytvořena Siněvirská přírodní rezervace. Pak byl vytvořen národní přírodní park Siněvir podle rozhodnutí č. 7 Rady ministrů Ukrajinské sovětské socialistické republiky dne 5. ledna 1989. V rozhodnutí je uvedeno, že s cílem zachování na území Zakarpatské oblasti cenných přírodních systémů, vytvoření podmínek pro rekreaci pracujícího obyvatelstva, organizace turismu, provedení vědeckých výzkumů a propagace znalostí o ochraně přírody vyhlašuje Rada ministrů USSR národní přírodní park o ploše 40400 ha.

## Přírodní poměry

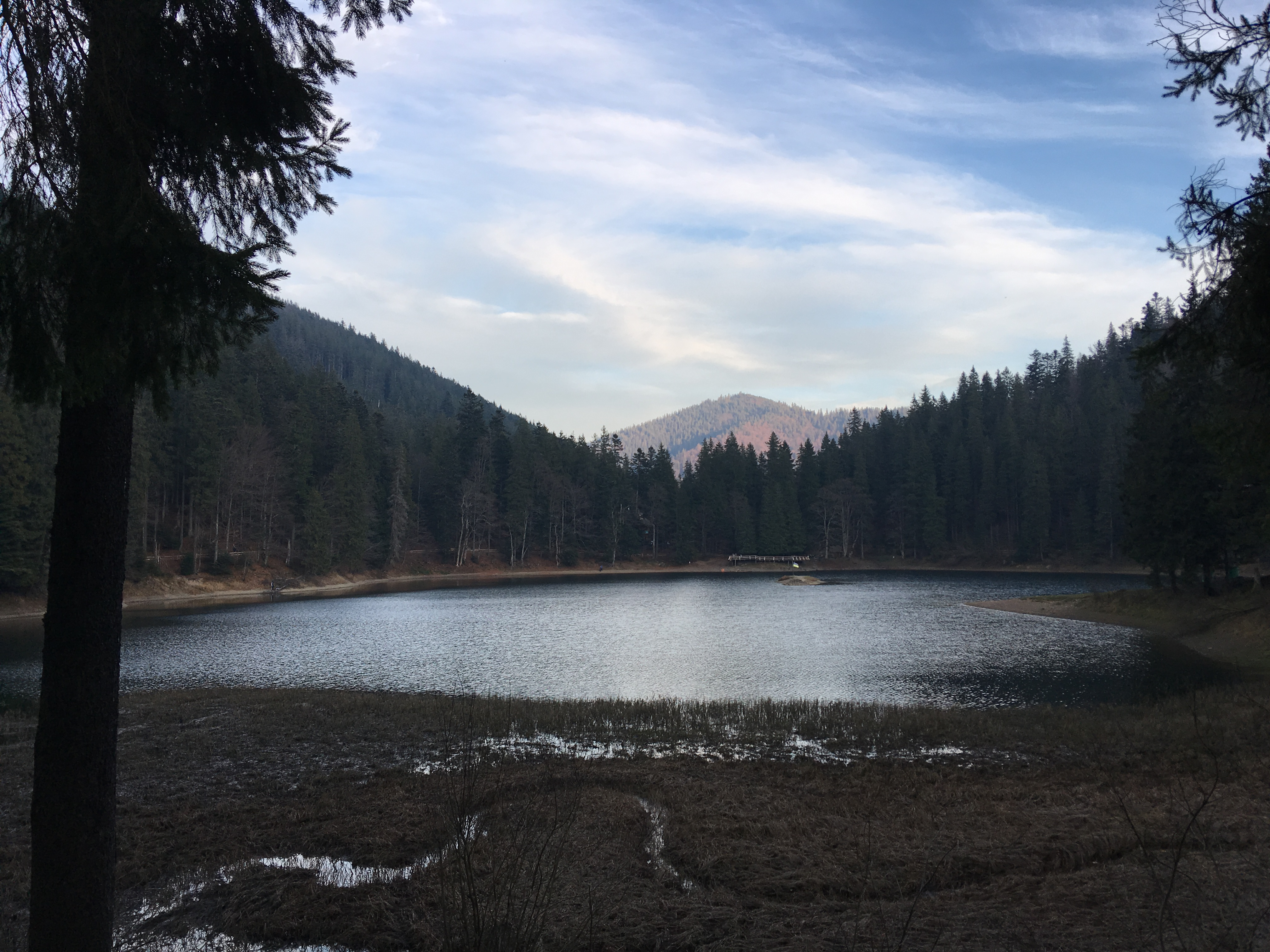
Jezero Siněvir

NPP Siněvir se nachází uvnitř Krosnenské tektonické zóny. V horním toku řeky Rika byly nalezeny nejstarší usazené horniny (dolní křída) skládající se ze slínů a argilitů. Paleogenní ložiska jsou tvořena převážně horninami z oligocénu. Nejmladší kvartérní ložiska na území parku jsou fluvioglaciální, vytvářejí náplavové kužele na svazích údolí a některé části říčních teras. NPP se nachází uprostřed středně vysokých hřbetů a horských skupin Horhan. Charakteristickými rysy jsou ostré svislé rozčlenění terénu, hluboká příčná údolí a ostré formy vrcholů a hřebenů.
Tok řeky Terebly začíná v severní části NPP, teče přes celé jeho území. V horním toku se nachází hlavní krajinná zvláštnost národního parku, jezero Siněvir. Jeho plocha kolísá v průběhu roku v rozmezí mezi 4 a 5 ha v závislosti na ročním období a množství srážek a v průměru činí 4,4 ha, hloubka 16–17 m a v některých místech dokonce i 21 m. Jezero je sesuvového původu a voda je přiváděna několika horskými potoky. Odtoku vody brání starý horský zával, pod nimž protéká malý Siněvirský potok. Další jezero Ozirce o ploše 1,2 ha a hloubce 9,5 m má zajímavé specifické složení flory: roste zde kromě rosnatky okrouhlolisté (Drosera rotundifolia), klikvy maloplodé (Oxycoccus microcarpus), blatnice bahenní (Scheuchzeria palustris), ostřice chudokvěté (Сarex pauciflora) ještě vachta trojlistá (Menyanthes trifoliata) a bradáček srdčitý (Listera cordata).
Pro území NPP Siněvir jsou vymezeny tři klimatické oblasti: mírná, mírně chladná a chladná. Ve vesnici Siněvirská Poljana (772 m n. m.) jsou průměrné teploty v červenci 14,4 °С, v lednu -5,9 °С a v ročním průměru -4,7 °С. Roční úhrn srážek je 1321 mm. Nejvíc prší v létě (35–37 % od ročního průměru). Zima je chladná, trvá 4 měsíce, v lednu a únoru může absolutní minimum klesnout na -30 °С. V zimě hodně sněží, výška sněhové pokrývky sahá k padesáti cm a zůstává v průběhu 100–110 dnů.

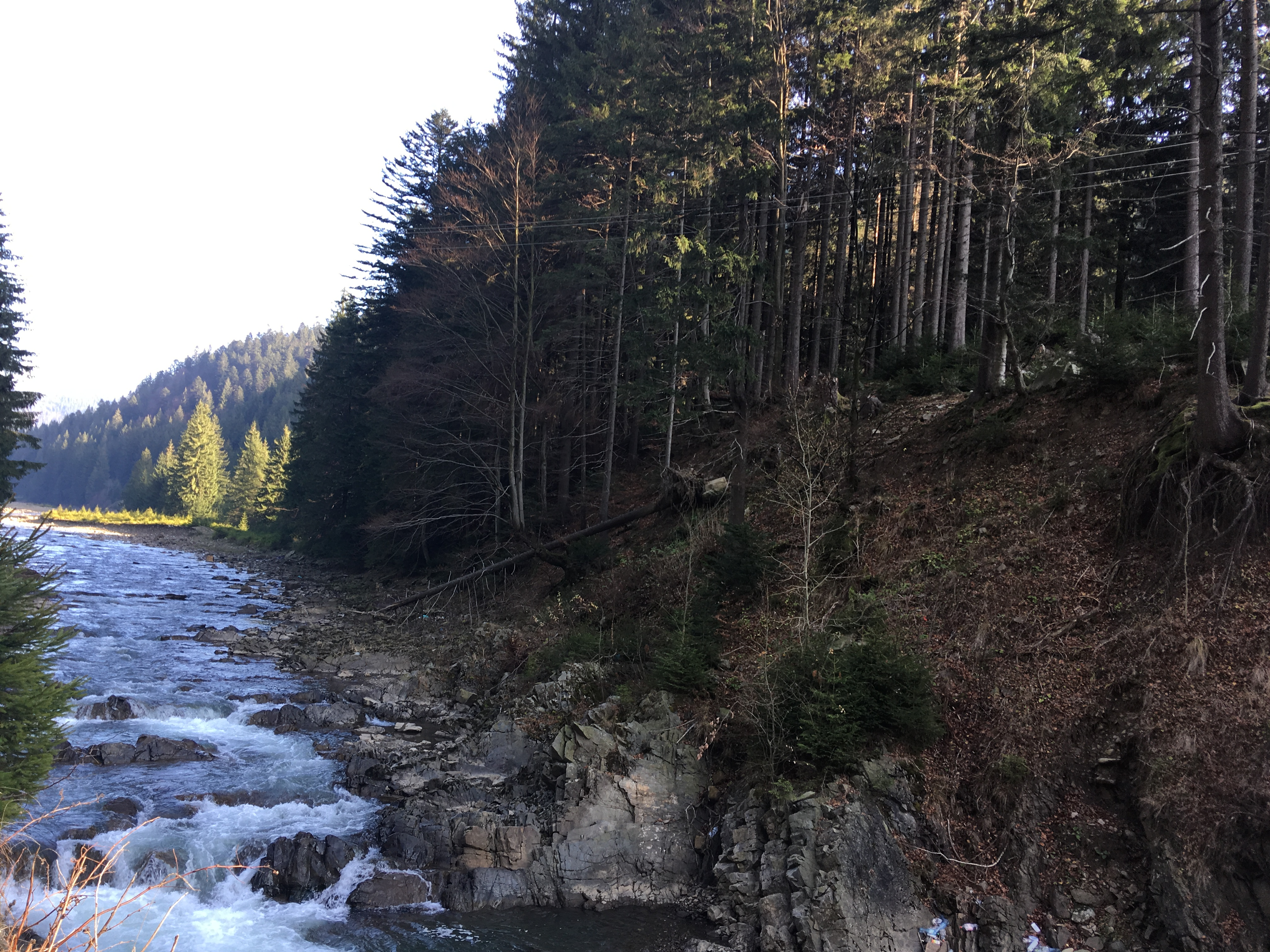
Řeka Terebla

### Flora
Dominantními jsou v národním parku lesy. Přestože exploatace lesů začala už dávno, na značných plochách zůstala zachována původní nebo původně blízká rostlinná společenstva. V národním přírodním parku Siněvir se nachází 5 vegetačních stupňů: bukový, smrkojedlobukový, jedlobukový, smrkový, klečový, tedy převládají zde jehličnaté, převážně smrkové lesy, které se vyznačují poměrně vysokou druhovou bohatostí, na rozdíl od tmavých bukových lesů, kde je poměrně málo druhů. Téměř 61% stromů v lesních porostech představuje jedle bělokorá (Abies alba) a smrk ztepilý (Picea abies). Pod 1200 m n. m. se vedle jedle a smrku objevuje buk lesní (Fagus sylvatica), javor mléč (Acer platanoides), javor klen (Acer pseudoplatanus) a jasan ztepilý (Fraxinus excelsior) a nad 1200 m n. m. se vyskytují jenom jehličnany.

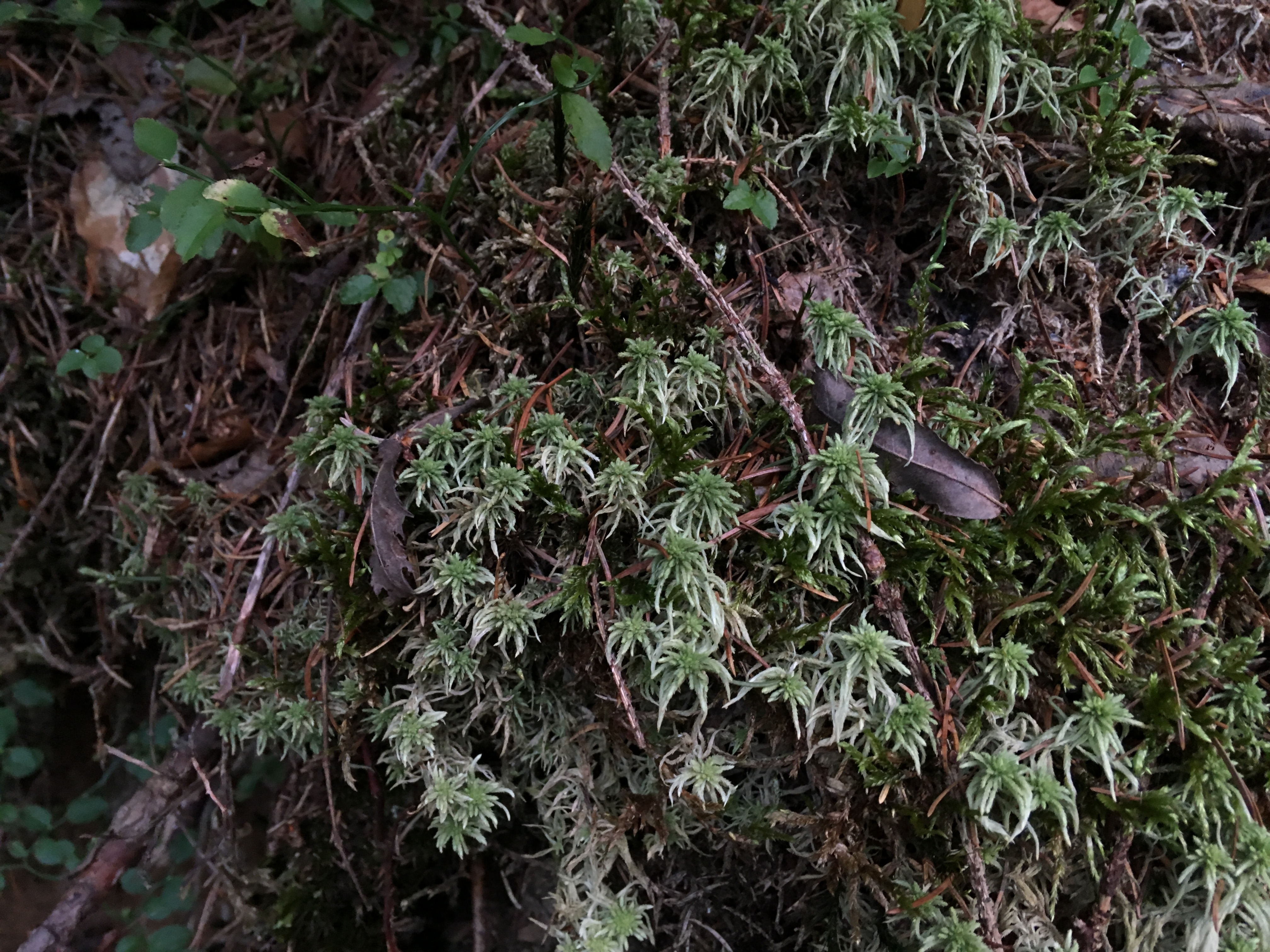
Rašeliník blízko jezera Siněvir

Flora v pohoří Horhan není moc bohatá, obsahuje přibližně 1043 druhů. Možným vysvětlením jsou chudé půdy a drsné podnebí. Nejzajímavější botanická rezervace "Hluchaňa" (23 ha) byla vytvořena na ochranu největšího rašeliniště v pohoří, ve kterém se vyskytují tyto vzácné druhy rostlin: plavuňka zaplavovaná (Lycopodiella inundata), blatnice bahenní (Scheuchzeria palustris), hrotnosemenka bílá (Rhynchospora alba), kyhanka sivolistá (Andromeda polifolia), klikva maloplodá (Oxycoccus microcarpus), ostřice Baxbaumova (Carex buxbaumii), ostřice chudokvětá (Сarex pauciflora), rosnatka okrouhlolistá (Drosera rotundifolia). Řáda vzácných druhů je rozšířena i v lesích: kapradina Braunova (Polystichum braunii), čemeřice nachová (Helleborus purpurascens), čípek objímavý (Streptopus amplexifolius), velmi zřídka jelení jazyk celolistý (Phyllitis scolopendrium). Na říčních terasách rostou endemické a subendemické druhy: kolotočník ozdobný (Telekia speciosa), pcháč poloninský (Cirsium waldsteinii). Na horských loukách byl nalezen upolín evropský (Trollius europaeus), hlavinka horská (Traunsteinera globosa), hořec křížatý (Gentiana cruciata), prha arnika (Arnica montana), zvonek kopinatý (Campanula serrata). Na skalistých místech je rozšířen černýš Herbichův (Melampyrum herbichii), pryskyřník platanolistý (Ranunculus platanifolius), a na poloninských lukách violka dácká (Viola dacica).

### Mykoflóra
V jehličnatých lesích roste více druhů hub než v listnatých lesích, a ještě méně roste v pralesích. Na zastíněných místech v jehličnatých lesích se vyskytuje hřib smrkový (Boletus edulis), klouzek obecný (Suillus luteus), klouzek zrnitý (Suillus granulatus). V listnatých a smíšených lesích roste zejména kozák březový (Leccinum scabrum), křemenáč osikový (Leccinum aurantiacum) a také parazitická václavka obecná (Armillaria mellea). Na území NPP Siněvir můžeme najít i vzácnější druhy hub, například hřib bronzový (Boletus aereus), hřib královský (Butyriboletus regius), náramkovitka císařská (Catathelasma imperiale), psivka obecná (Mutinus caninus), psivka Ravenelova (Mutinus ravenelii), květnatec Archerův (Clathrus archeri) a ryzec zlatomléčný (Lactarius chrysorrheus).

### Fauna
Fauna Národního přírodního parku Siněvir je zastoupena typickými druhy živočichů Karpat. Celkem bylo zaznamenáno 170 druhů obratlovců: 1 druh kruhoústých (Cyclostomata), 19 druhů kostnatých ryb (Osteichthyes), 12 druhů obojživelníků (Amphibia), 7 druhů plazů (Reptilia), 89 druhů ptáků (Aves) a 42 druhy savců (Mammalia), 72 druhů pavoukovců (Arachnida), 258 druhů hmyzu (Insecta) a 31 druh stonožkovců (Myriapoda).

Mraveniště v NPP Siněvir

Na území parku dominují druhy boreálního zoogeografického komplexu. Ve vzdálených místech jsou rozšíření velcí savci: medvěd hnědý (Ursus arctos), vlk obecný (Canis lupus), prase divoké (Sus scrofa), rys ostrovid (Lynx lynx), kuna lesní (Martes martes) a kuna skalní (Martes foina), vydra říční (Lutra lutra), jezevec lesní (Meles meles), lasice hranostaj (Mustela erminea). Docela často se vyskytuje jelen evropský (Cervus elaphus), srnec obecný (Capreolus capreolus), veverka obecná (Sciurus vulgaris) a norek evropský (Mustela lutreola), zajíc polní (Lepus europaeus), liška obecná (Vulpes vulpes). Vzácnými jsou rejsek horský (Sorex alpinus) a rejsec černý (Neomys anomalus).
Druhová skladba ptáků je docela bohatá. V odlehlých smrkových lesích hnízdí tetřev hlušec (Tetrao urogallus), tetřívek obecný (Lyrurus tetrix), jeřábek lesní (Bonasa bonasia), často se vyskytuje jestřáb lesní (Accipiter gentilis), káně lesní (Buteo buteo), výr velký (Bubo bubo), puštík obecný (Strix aluco), datel černý (Dryocopus martius), žluna zelená (Picus viridis), žluna šedá (Picus canus), strakapoud velký (Dendrocopus major), drozd kvíčala (Turdus pilaris), kos horský (Turdus torquatus). V údolí Terebly na rašeliniště někdy přilétá čáp bílý (Ciconia ciconia) a čáp černý (Ciconia nigra) a k jezeru Siněvir občas i kopřivka obecná (Anas strepera). K vzácným druhům patří tetřev hlušec (Tetrao urogallus), orel skalní (Aquila chrysaetos), čap černý (Ciconia nigra), pěvuška podhorní (Prunella collaris), výr velký (Bubo bubo), orlík krátkoprstý (Circaetus gallicus).
Z třídy obojživelníků se zde vyskytuje mlok skvrnitý (Salamandra salamandra), čolek karpatský (Lissotrirton montandoni), čolek horský (Ichtyosaura alpestris), ještěrka obecná (Lacerta agilis), ještěrka živorodá (Lacerta vivipara), zmije obecná (Vipera berus); v horských řekách žije pstruh obecný potoční (Salmo trutta morpha fario), lipan podhorní (Thymallus thymallus), pstruh duhový (Oncorhynchus mykiss), sekavec písečný (Cobitis taenia), střevle potoční (Phoxinus phoxinus), ostroretka stěhovavá (Chondrostoma nasus), hrouzek obecný (Gobio gobio), vranka obecná (Cottus gobio), parma obecná (Barbus barbus), jelec tloušť (Leuciscus cephalus).
Zkoumána byla zejména diverzita vodních bezobratlých živočichů. Mezi vířníky (Rotifera, Rotatoria) jsou rozšířené druhy Brachionus calicifleorus, Asplanchna priolonta, Keratella cochbaris, K. quadrata, Trichocerca cylindrical. Klanonožci (Copepoda) jsou představeny druhy Mesocyclops leucarti, Cyclops viscinus, Diaptomus coerulens, perloočky (Cladocera): Daphnia longispina, Ceriodaphnia pulchella, Bosmina longirostris, Bosmina coregani.
K subnektonní skupině patří larvy vodních brouků (Coleoptera): druhy Haliplus lineaticollis, Haliplus fluviatilis, Hydrophilus piceusm a vážek (Odonata): Calopteryx splendens, Aeschna cyanea, Coenagrion hastulatum, Gomphus vulgatissimus, Sympetrum flaveolum, které se živí larvami komarů (Culicidae) rodů Culex, Anopheles. Ke skupině nektonních živočichů patří dobře plovoucí druhy dravých brouků. Jedná se o Dytiscus marginalis, Hydraena gracilis, H. hungarica. Bentické organismy jsou reprezentovány máloštětinatci (Oligochaeta): Nais, Limmodrilus hoffreister, Tubiffex tubiffex, pijavicemi (Hirudinea): Helobdella stagnalis, Pisciola geometra, měkkýši (Mollusca): Radix ovate, Viviparus, korýši (Crustacea): Gammarus pulex, larvami vážek (Odonata): Agrion, Gomphus, jepicemi (Ephemeroptera): Ephemera, Heptogenta, Baetis, polokřídlými a jejich larvami (Hemiptera): Nepa cinerea, Corixa, Paligenia, Aphelochirus aestivalis, Hydrometra gracilenta, Gerris.
Zvláštní skupina bezobratlých se skládá z druhů vodních brouků žijících v blízkosti minerálních pramenů, jedná se o druhy Haliplus fuliginosus, H. flavipes, Laccobius obscuratus a Enochrus quadripuratotus.

## Ochrana

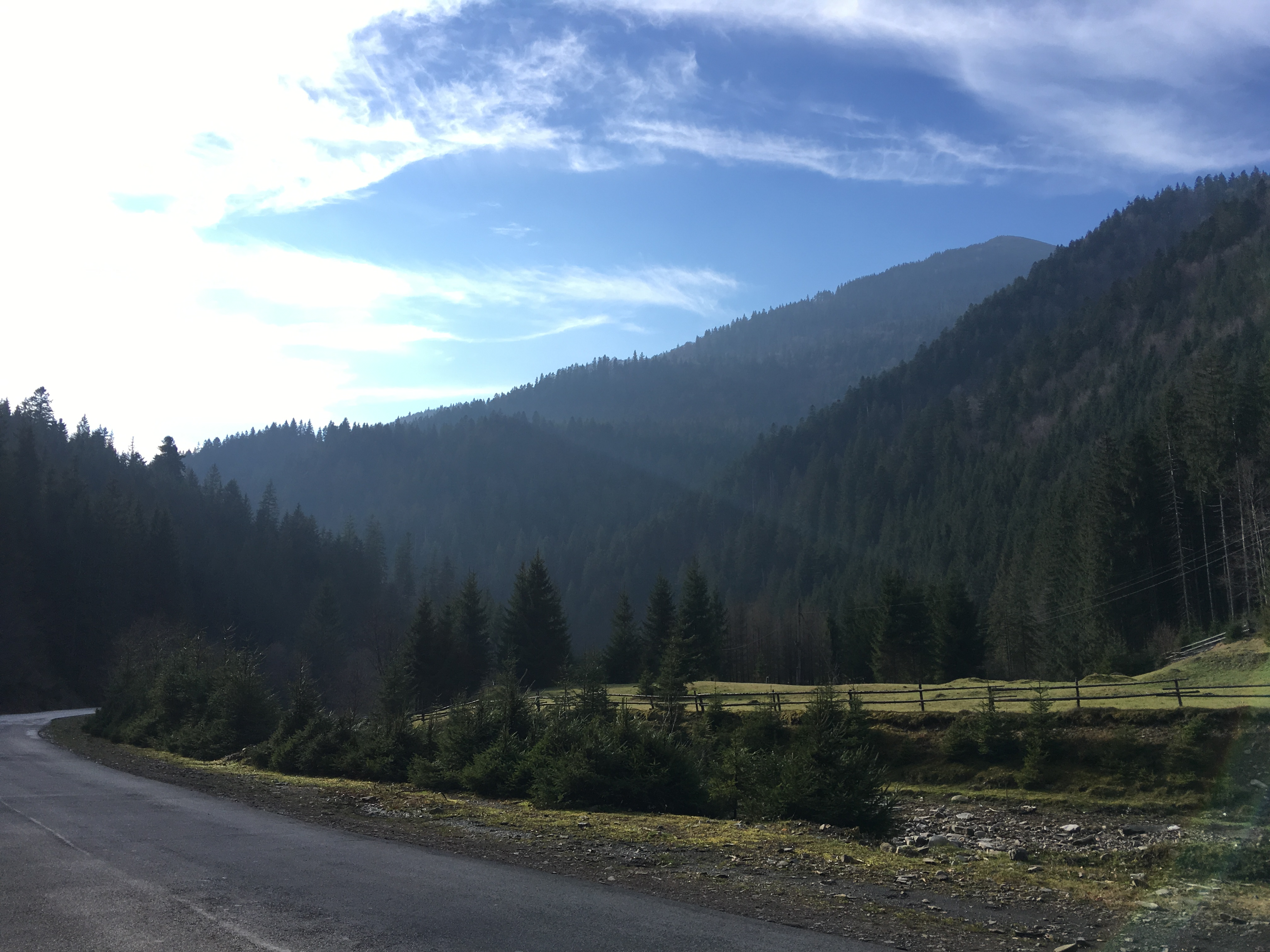
Podzimní krajina v NPP Siněvir

Území národního přírodního parku je rozděleno na 4 zóny: zakázaná (7 tis. ha), ochranná (20,1 tis. ha), rekreační (5 tis. ha) a hospodářská (8,3 tis. ha). Z environmentálního hlediska je nejcennější zakázaná a ochranná zóny. Zakázaná zóna (17,3 % území) zahrnuje cenné přírodní ekosystémy (rezervace, přírodní památky aj.), ve kterých je vyloučena hospodářská činnost a umožněna jsou pouze environmentálně přijatelná opatření nezbytná k zajištění normálního fungování ekosystémů. Polovinu území parku (49,8 %) zaujímá ochranná zóna, jejíž ekosystémy zajišťují významné funkce ochrany vody a půdy. Tato oblast má také omezený přístup.
Nejcennějším objektem NPP z estetického hlediska je jezero Siněvir obklopené fytocenózami pralesního charakteru. Z botanického a geografického hlediska je v Zakarpatské oblasti nejzajímavější Nehrovecké rašeliniště, které je zajímavé pro studium postglaciální historie rozvoje vegetace. Na vrcholu Hropa byla vytvořena komplexní hydrologická a krajinná ornitologická rezervace (328,3 ha), jsou tam pod ochranou zbytky smrkových pralesů a lesy s přirozenými porosty borovice kleče (Pinus mugo) a olše zelené (Alnus viridis). V Siněvirském lesnictví vznikla na bázi přehradní nádrže ichtyologická rezervace (25 ha), ve které se chová pstruh (Salmo), lipan (Thymallus) a další cenné druhy ryb.
Nejvýznamnější antropogenní změny jsou spojeny s exploatací lesů. Stejně jako v ostatních částech Karpat, byly v parku na místě smíšených lesních porostů vytvořeny biologicky nestabilní smrkové monokultury (Picea abies), které často trpí nepříznivými přírodními jevy. Například 17.–19. prosince 1989 došlo k poškození stromů silným větrem na ploše více než 400 000 m2. Jedním z důležitých environmentálních úkolů je proto zlepšení ekologické stability lesů a zvýšení jejich ochranných funkcí v tomto vlhkém pásmu.
Hlavními úkoly pro národní přírodní park Siněvir jsou:
- Zachování cenných přírodních komplexů a objektů

- Vytváření podmínek pro organizovanou turistiku, rekreaci a jiné druhy rekreačních aktivit v přírodních podmínkách s dodržováním režimu ochrany přírodních komplexů a jejich změn v podmínkách rekreačního využití

- Vypracování vědeckých doporučení týkajících se ochrany životního prostředí a udržitelného využívání přírodních zdrojů.[14]

V současné době je ochrana zaměřena na zachování biodiverzity přirozených ekosystémů. Konkrétně se pracuje na
- vytvoření seznamů vzácných a zranitelných druhů rostlin a živočichů,
- kontrole jejich počtu,
- zvýšení podílu smíšených lesů.[5]

### Rehabilitační centrum hnědého medvěda

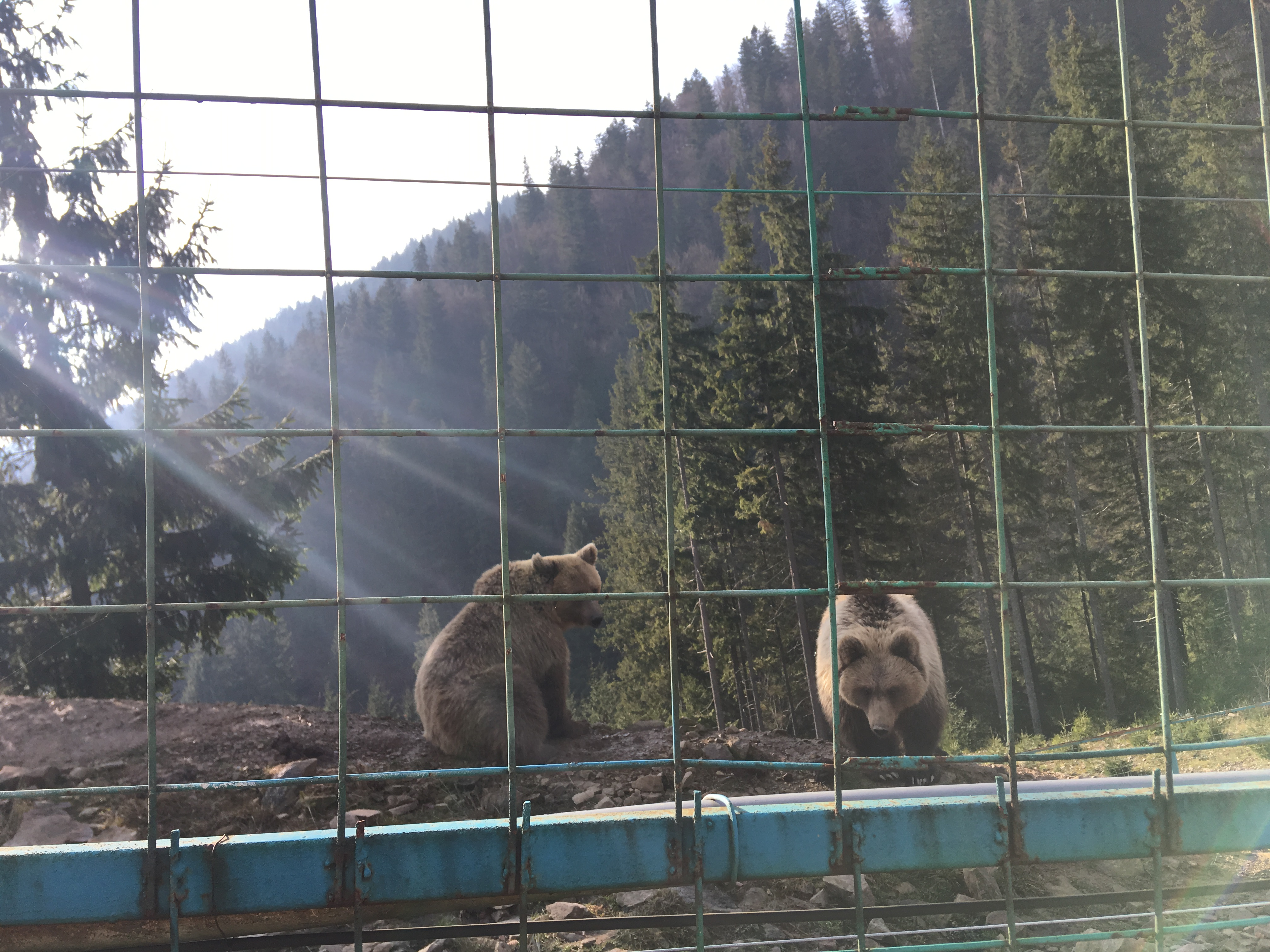
Medvědi v Rehabilitačním centu hnědého medvěda

Rehabilitační centrum hnědého medvěda o ploše 12 ha bylo vytvořeno v roce 2011 s cílem rehabilitace jedinců medvěda hnědého. Medvědi byli vystaveni špatnému zacházení, byli ilegálně dovezeni na území státu nebo konfiskováni. V centru jsou pravidelně krmeni, ošetřováni a je jim poskytnuta veterinární péče. Dnes jich je v rehabilitačním centru 26. V centru jsou také prováděny práce pro rozšiřování populace hnědých medvědů. Na území Ukrajiny podle posledních odhadů zůstalo pouze 300 jedinců.

## Turismus

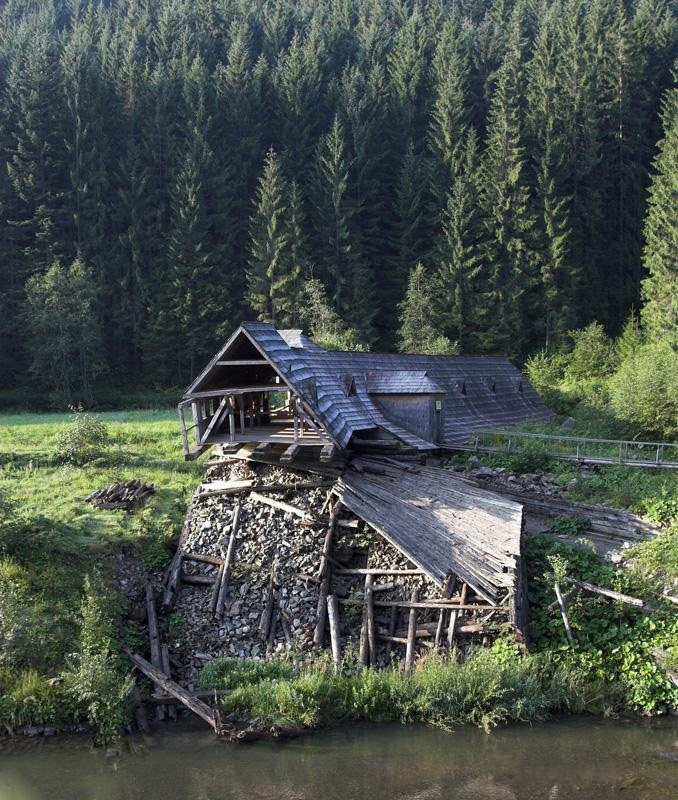
Muzeum lesa a plavení dřeva na řece Ozerianka

Park není dosud dost přizpůsoben turistickému a rekreačnímu rozvoji. V průběhu roku ho navštěvuje 60-80 tis. turistů, láká je nejen jedinečné přírodní úkazy v pohoří Horhan, ale i zajímavé kulturní památky. Například ve vesnici Siněvyrská Poljana se nachází chráněný Pokrovsky dřevěný kostel a zvonice (architektonická památka z 18.-19. století) nebo Mychajlivsky dřevěný kostel ze 17. století, který se nachází ve vesnici Nehrovec. Ve vesnici Koločava můžeme najít muzeum českého spisovatele Ivana Olbrachta, který zde sbíral materiály pro sociální román Nikola Šuhaj loupežník.
Oblast je také zajímavá pro poznávání historie lesního hospodářství. V horním toku řeky Terebla bylo v 19. století postaveno pět přehradních hrází pro plavení dříví. Největší v z nich leží na řece Ozerjanka. Na jejím základě vzniklo muzeum plavení dříví, jediné nejen v bývalém SSSR, ale i ve střední Evropě.
Přirozené ekosystémy parku mají i vzdělávací význam, v Koločavě se nachází výcvikové středisko Biologické fakulty Užhorodské univerzity.
Na území národního přírodního parku jsou vesnice Berehy, Horb, Zaverchňa Kyčera, Zahorb, Koločava, Merešor, Nehrovec, Svoboda, Siněvir, Siněvirská Poljana.
Přes národní park prochází silnice T0720 Mižhirja-Buštyno přes vesnice Siněvir a Koločava. Na sever od ní odbočuje silnice T0724, která vede do vesnice Siněvrská Poljana a dále k jezeru Siněvir.
Existuje také 3 ekologické stezky (Uročyšče Krasne – Siněvirské jezero, Hrebla-Ozirce, Koločava), 2 naučné stezky (Berezovec, Kyčera) a 8 turistických tras (Nehrovec - Koločava, Uročyšče Kvasovec - Vilšany, Koločava - hora Strymba, Hluchaňa - Kosyj Verch, Ostirky - hora Hrebiň, Ostirky - Hrebla, Siněvirský pereval - Siněvirské jezero, linija Arpada)